# Sur un air de charleston
Pour plus de détails, voir Fiche technique et Distribution.
Sur un air de charleston est un film français réalisé par Jean Renoir en 1926.

## Synopsis
2028. L'Europe a été détruite à la suite d'une guerre dévastatrice. Un savant africain décide de partir en exploration en bulle volante. Arrivé au-dessus de ce qui reste de Paris, il pose son engin sur le toit d'une colonne Morris, laquelle sert d'abri à une belle sauvagesse aborigène blanche, dont le seul compagnon est un singe. Quand la sauvageonne découvre l'arrivée de l'explorateur étranger, elle l'attache à la colonne et exécute devant lui une danse rituelle et sensuelle. Le prisonnier s'aperçoit qu'il s'agit là d'un charleston, une danse d'origine de son peuple dont toute trace a été perdue depuis des lustres. La danseuse blanche libère l'explorateur et lui apprend la danse. Heureux - mais au grand désespoir du singe, tous deux montent dans la bulle volante et s'envolent pour l'Afrique. Et un carton nous avertit que c'est comme ça que la danse des aborigènes blancs est entrée en Afrique.

## Fiche technique
- Titre original : Sur un air de Charleston
- Autres titres : Charleston , Charleston-Parade
- Réalisation : Jean Renoir, assisté d'André Cerf
- Scénario : Pierre Lestringuez sur une idée d'André Cerf
- Musique originale : Clément Doucet (le pianiste du Bœuf sur le toit)
- Photographie : Jean Bachelet
- Production : Pierre Braunberger
- Sociétés de production et de distribution : Néo-Films (1927), Studiocanal (DVD, 2006)
- Pays de production :  France
- Langue originale : français
- Tournage : à Paris, pendant l'automne 1926, en quelques jours, autour d'une colonne Morris et dans les studios d'Épinay
- Format : Noir et blanc - Muet - 1,33:1 - 35 mm
- Longueur : environ 600 mètres, pour une durée de 21 min.
- Restauration : Centre National de la Cinématographie
- Laboratoire restauration : Hiventy
- Date de sortie : 
  - France : 19 mars 1927 au cinéma Artistic (Paris)

## Distribution
- Catherine Hessling : la danseuse
- Johnny Hudgins (danseur de claquettes de la Revue nègre) : l'explorateur noir
- Pierre Braunberger : un ange
- Pierre Lestringuez : un ange
- Jean Renoir : un ange
- André Cerf : un ange

Charleston Parade avec Catherine Hessling et Johnny Hudgins
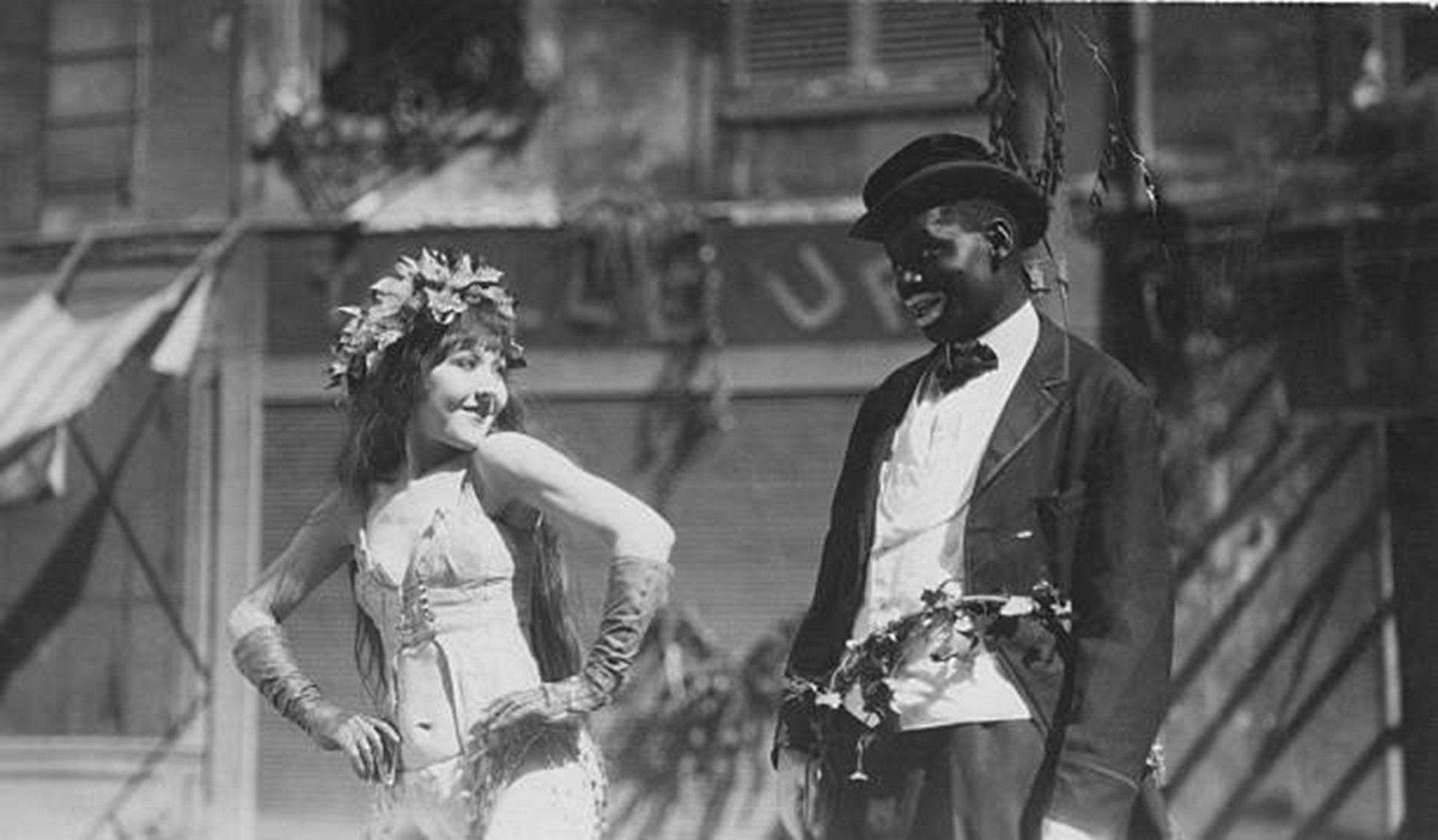
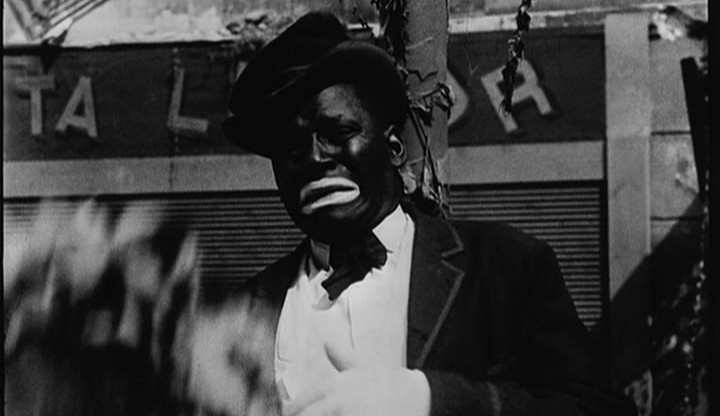
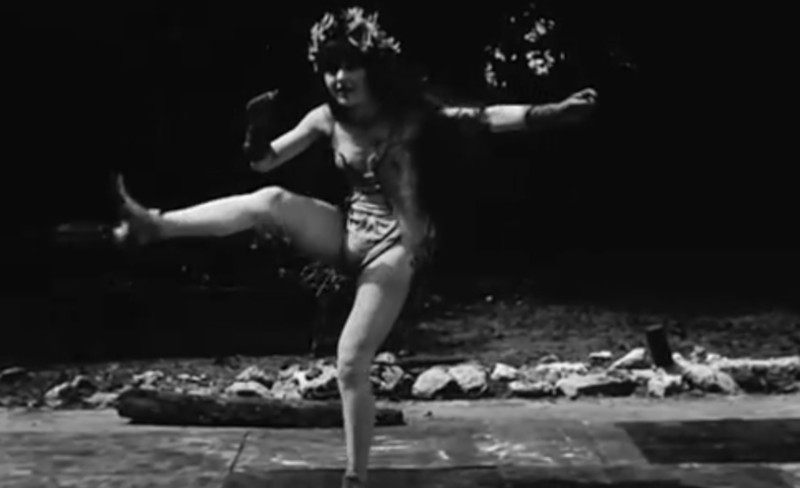
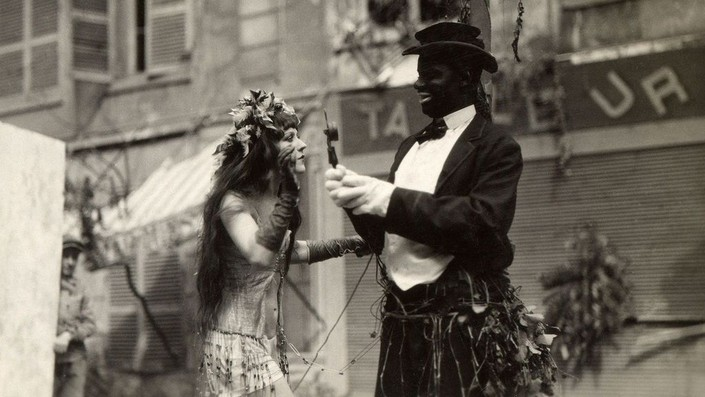